# Język sztuczny
Język sztuczny (także konlang, conlang) – język, którego fonologia, gramatyka oraz słownictwo zostało świadomie stworzone przez jednostkę (zwaną językotwórcą bądź konlangerem) bądź grupę osób. Przeciwieństwem języków sztucznych są języki naturalne. Istnieje wiele możliwych przyczyn, dla których tworzy się języki: ułatwienie komunikacji międzyludzkiej, eksperymenty lingwistyczne, gry językowe, użycie w fikcyjnych światach.
Synonimiczne określenie „języki planowane” bywa odnoszone do międzynarodowych języków użytkowych lub innych języków opracowanych jako narzędzia komunikacji międzyludzkiej. W tym znaczeniu bardziej powszechnym terminem jest „język sztuczny”, przy czym określenie to może mieć pewne pejoratywne konotacje w kontekście części języków. Poza społecznością związaną z językiem esperanto termin „języki planowane” odnosi się także do preskryptywnej miary względem języków naturalnych. Z tej perspektywy nawet języki naturalne, ale podlegające procesom standaryzacyjnym, mogą być rozważane jako sztuczne. Termin „glossopoeia”, wprowadzony przez J.R.R. Tolkiena, jest używany w kontekście tworzenia języków artystycznych.

## Podział

### Według pochodzenia
Języki sztuczne klasyfikuje się, ze względu na sposób powstania, na języki aprioryczne albo języki aposterioryczne. W językach apriorycznych gramatyka i słownictwo są tworzone od podstaw, jako efekt ludzkiej wyobraźni lub na podstawie wyników obliczeń; języki aposterioryczne natomiast czerpią z zasobów języków naturalnych.
Z kolei języki aposterioryczne dzielone są na języki schematyczne, w których naturalne lub częściowo naturalne słownictwo jest zmieniane i dopasowywane do wcześniej ustalonych zasad oraz na języki naturalistyczne, gdzie naturalne słownictwo zachowuje swoje brzmienie i wygląd. Esperanto jest powszechnie uważany jako język schematyczny, natomiast interlingua jest postrzegana jako język naturalistyczny. Ido traktuje się jako język schematyczny albo jako kompromis między tymi dwoma typami.

### Według celu utworzenia
Ponadto języki fikcyjne lub eksperymentalne mogą być językami naturalistycznymi. Ich brzmienie może imitować język naturalny, posiadać realistyczne nieregularności językowe, jeśli dodatkowo są pochodzenia aposteriorycznego na bazie prawdziwego języka naturalnego (tak jak łacina ludowa lub język praindoeuropejski) bądź fikcyjnego prajęzyka, to próbują nawet naśladować naturalne procesy fonologiczne, leksykalne i gramatyczne.
W przeciwieństwie do interlingwy te języki nie są zazwyczaj przeznaczone dla łatwej nauki lub komunikacji, a większość twórców języków artystycznych nie będzie rozważała tej pierwszej jako języka naturalistycznego w znaczeniu, jakim oni go postrzegają. Tak więc fikcyjne języki naturalistyczne dążą do skomplikowanej i złożonej gramatyki, podczas gdy interlingwa ma prostszą gramatykę, składnię i ortografię niż języki, z których pochodzi (chociaż bardziej złożoną i nieregularną niż esperanto czy ido). Typowym zachowaniem fikcyjnych języków naturalistycznych jest naśladowanie języka naturalnego w zakresie nieregularności czasowników, rzeczowników i skomplikowanych procesów fonologicznych.

### Według sposobu użycia
W zależności od sposobu użycia większość języków sztucznych możemy najogólniej podzielić na:
- języki projektowe dzielimy dalej na języki filozoficzne, logiczne i eksperymentalne; opracowywane do celów doświadczalnych w logice, filozofii, lingwistyce;
- języki pomocnicze opracowane dla komunikacji międzynarodowej np. International Auxiliary Language (Międzynarodowy Język Pomocniczy);
- języki artystyczne mają dostarczać estetycznych przyjemności lub stwarzać efekt humorystyczny, tworzone są tylko dla zabawy; zazwyczaj języki tajne lub mistyczne są klasyfikowane jako języki artystyczne.

Granice pomiędzy tymi kategoriami nie są jednoznaczne. Język sztuczny może łatwo mieścić się w więcej niż jednej z powyższych kategorii. Logiczny język stworzony dla walorów estetycznych można by również sklasyfikować jako język artystyczny, język ten w zamyśle mógł zostać stworzony przez kogoś z filozoficznych motywów, a przez jeszcze inne osoby wykorzystany jako język pomocniczy. Ponadto nie ma żadnych reguł zewnętrznych czy też związanych z procesem budowy języka, które mogłyby ograniczyć skonstruowanie języka tylko dla jednej z powyższych kategorii.

## Użycie konlangów
Język sztuczny może także być mową ojczystą, np. jeśli małe dzieci byłyby uczone tego języka od swych rodziców posługujących się nim płynnie. Według Ethnologue istnieje od 200 do 2000 osób, dla których esperanto był pierwszym nauczonym językiem (najbardziej znanym przykładem jest George Soros). Przedstawiciel Instytutu Języka Klingońskiego (Klingon Language Institute) d'Armond Speers próbował wychowywać swojego syna dwujęzycznie w języku klingońskim (jako ojczystym) i angielskim. Eksperyment zakończył się porażką, gdyż zabrakło słów w języku klingońskim zapewniających swobodną komunikację (np. stół, pielucha).
Tak szybko jak język sztuczny zdobywa społeczność osób posługujących się nim biegle, zwłaszcza osób mówiących nim od urodzenia, to tak szybko zaczyna się rozwijać i tym samym stopniowo traci swoją sztuczność. Na przykład nowoczesny hebrajski był wzorowany na biblijnym hebrajskim raczej niż konstruowany od zera, ale przeszedł znaczące zmiany, od założenia państwa Izrael w 1948. Esperanto jako język mówiony znacząco się rozwinął od preskryptywnego planu opublikowanego w 1887, tak że współczesne wydania „Fundamenta Krestomatio” (wczesne teksty z początku 1903), wymagają wielu przypisów na temat różnic leksykalnych i syntaktycznych pomiędzy wczesnym i nowoczesnym esperantem.
Zwolennicy języków sztucznych często mają wiele powodów, by z nich korzystać. Często przytaczana jest słynna, ale sporna hipoteza Sapira-Whorfa, w której postuluje się, że używany język wpływa w mniejszym lub większym stopniu na sposób myślenia. Tak więc „lepszy” język powinien pozwolić mówiącemu nim myśleć jaśniej, inteligentniej lub też pojmować szerszy punkt widzenia. Z takim zamiarem Suzette Haden Elgin stworzyła láadan, język, który możemy znaleźć w jej feministycznej serii science-fiction Native Tongue. Język sztuczny może być wykorzystywany do ograniczania myśli (nowomowa George’a Orwella) lub upraszczania procesu myślowego (toki pona). Opozycjoniści tej hipotezy, jak językoznawca Steven Pinker, twierdzą, że idee istnieją niezależnie od języka. Dlatego dzieci w każdym pokoleniu spontanicznie wymyślają slangi, a nawet elementy gramatyki. Jeżeli to prawda, to kontrola zakresu ludzkiego myślenia poprzez reformy języka nie powiedzie się, gdyż pojęcia takie jak „wolność” ponownie pojawią się jako nowe słowa, jeśli stare znikną.
Orędownicy poszczególnych języków przyznają, że ich język ułatwia wyrażanie i rozumienie pojęć w jednej dziedzinie, ale utrudnia w innej. Przykładem mogą być języki programowania. Z pewnych względów niektóre programy łatwiej napisać w tym języku, a znacznie trudniej napisać w innych.
Innym cytowanym powodem, dla którego używa się języków sztucznych jest tzw. zasada teleskopu. Zgodnie z nią potrzeba mniej czasu na naukę języka, jeśli najpierw nauczymy się prostego języka sztucznego, a dopiero następnie języka naturalnego, niż kiedy uczymy się tylko języka naturalnego. Dlatego niektórzy sugerują, żeby ktoś, kto chce się nauczyć angielskiego, zaczął naukę wpierw od Basic English. Języki sztuczne jak esperanto i ido są w rzeczywistości często łatwiejsze do nauki ze względu na brak typowych nieregularności czasownikowych jak i innych gramatycznych osobliwości.
Antoni Grabowski twierdził, że nauka esperanto pomaga w nauce języków obcych.
Standard ISO 639-2 rezerwuje stronę kodową „art” dla oznaczenia języków sztucznych. Jednak niektóre z tych języków mają własne kodowanie ISO 639 (np. „eo” i „epo” dla esperanta lub „ia” i „ina” dla interlingwy i „qya” dla quenyi).

## Historia
Gramatyczne spekulacje dotyczące języków sztucznych wywodzą się z antyku. Pojawiają się na przykład u Platona w dialogu Kratylos. Należy zaznaczyć, że mechanizmy gramatyczne sugerowane przez antycznych filozofów były projektowane w celu wyjaśnienia istniejących języków (łacina, greka, sanskryt), w przeciwieństwie do konstrukcji nowych gramatyk. W przybliżeniu współczesny Platonowi Pāṇini w swoich opisach gramatyk sanskrytu skonstruował zbiór własnych reguł dla wyjaśnienia języka, a więc stworzone przez niego reguły gramatyczne można rozważać jako mieszankę naturalnego i sztucznego języka.

Wieża Babel (1563) Pieter Bruegel (starszy)

Najwcześniejsze nienaturalne języki nie były rozważane jako „sztuczne”, ale bardziej jako supernaturalne, a nawet mistyczne. Przykładem takiego języka jest Lingua Ignota, opisany w XII wieku przez św. Hildegardę z Bingen. Ma on widoczną formę prywatnego mistycznego żargonu. Ważnym przykładem z kultur środkowo-wschodnich jest Balaibalan, stworzony w XVI wieku. Gramatyczne rozważania oparte na kabale były ukierunkowane na odtworzenie oryginalnego języka, którym posługiwali się Adam i Ewa w raju, a który został zatracony w konflikcie wieży Babel. Pierwszy chrześcijański projekt idealnego języka został naszkicowany przez Dantego Alighieri w De vulgari eloquentia, w której skupił się na poszukiwaniach idealnego literackiego języka włoskiego. Ramon Llull w Ars Magna stworzył projekt perfekcyjnego języka, za pomocą którego niewierzący mieli być przekonywani do wiary chrześcijańskiej. Bazował on na stosowaniu metod kombinatorycznych na danym zbiorze pojęć. Podczas renesansu idee zaczerpnięte z Llulliego i kabały znalazły zastosowania w kryptografii. Przykładem tego może być manuskrypt Wojnicza. W okresie renesansu panowało zainteresowanie starożytnym Egiptem, szczególnie przez odkrycie hieroglifów z Horapolo oraz pojawiają się pierwsze próbki pisma chińskiego, co ukierunkowało wysiłki ludzkie ku ulepszeniu jakości języka pisanego, ze względu na niemożliwość zrozumienia pism pochodzących ze starożytnych Chin czy też Egiptu. Jan Tritemiusz w swoich pracach Steganographia i Polygraphia usiłuje pokazać, jak wszystkie języki mogą być zredukowane do jednego. W XVII wieku zainteresowanie „językami magicznymi” było kontynuowane przez różokrzyżowców i alchemików (np. John Dee). Jakub Böhme w 1623 roku mówił o naturalnym języku zmysłów (Natursprache).
Języki muzyczne były od renesansu powiązane z mistycyzmem magią i alchemią, czasem także odnosiły się do języka ptaków. Projekt Solresol z 1817 roku wskrzesił te koncepcje w bardziej pragmatycznym podejściu.
W XVII wieku nastąpił wzrost prac nad językami apriorycznymi. Przykładami takich prac są:
- Francis Lodwick: A Common Writing (1647) i The Groundwork or Foundation laid (or So Intended) for the Framing of a New Perfect Language and a Universal Common Writing (1652)
- Sir Thomas Urquhart: Ekskybalauron (1651) i Logopandecteision (1652)
- George Dalgarno: Ars signorum (1661)
- John Wilkins: Essay towards a Real Character, and a Philosophical Language (1668)

Ta wczesna systematyzacja języków sztucznych stworzyła systemy hierarchicznej klasyfikacji przeznaczone dla wyrażeń pisanych i mówionych. Leibniz miał podobny zamiar w swojej pracy nad lingua generalis. Tworząc słownik nad alfabetem znaków na których użytkownik mógł wykonywać obliczenia, system miał wykazywać automatycznie prawdziwe twierdzenia. Jako efekt uboczny rozwinął system binarny. Te projekty nie tylko zajmowały się redukcją lub modelowaniem gramatyk, ale również ułożeniem całej ludzkiej wiedzy w „hasła” lub hierarchie. Idea ta w oświeceniu ostatecznie przyczyniła się do powstania Wielkiej Encyklopedii Francuskiej.
Wiele z języków sztucznych w wiekach XVII i XVIII powstawało jako pasygrafia (pismo, gdzie każdy symbol reprezentuje bardziej koncept, niż słowo mówione) języki te często były bez form mówionych, a jeśli takie formy posiadały, to często nawiązywały do rodzimych języków czytelnika.
Leibniz i encyklopedyści zdali sobie sprawę, że jest niemożliwością usystematyzowanie wiedzy ludzkiej w drzewiastą formę diagramu i w konsekwencji stworzenie apriorycznego języka bazującego na klasyfikacji konceptualnej.
Po Wielkiej Encyklopedii projekty związane z językami apriorycznymi przenosiły się coraz bardziej w stronę fanatyzmu, obłąkania. Niektórzy autorzy nieświadomi historii idei kontynuowali zamiar systematyzacji filozoficznych języków do wczesnych lat XX wieku, ale większość inżynierów językowych miało bardziej nowoczesne cele. Część z języków sztucznych została sprecyzowana dla konkretnych dziedzin, takich jak formalizm matematyczny, języki programowania, czy też usuwanie syntaktycznej niejednoznaczności (np. loglan i lojban) Część języków sztucznych była tworzona w celu maksymalnej zwięzłości. (np. ithkuil, arahau).
Artystyczne języki, konstruowane dla potrzeb literackich lub estetycznych, zaczęły się pojawiać we wczesnej nowoczesnej literaturze (Gargantua i Pantagruel, Utopia), ale dopiero w XX wieku uzyskały rozgłos bądź stały się poważnymi projektami. Księżniczka Marsa napisana przez Edgara Rice’a Burroughsa w XX wieku była prawdopodobnie pierwszą powieścią science-fiction wykorzystującą język sztuczny. J.R.R. Tolkien opracował całą rodzinę języków sztucznych i rozpoczął publiczną dyskusję nad językami artystycznymi, czego wyrazem był wykład Tajony nałóg, opublikowany później w tomie Potwory i krytycy i inne eseje.
W ciągu XX wieku w utworach fantastycznych (science-fiction i fantasy) stosowanie języków sztucznych, albo przynajmniej okrojonego słownictwa, sugerującego istnienie takich języków, stało się powszechne. Języki sztuczne są regularnym elementem gatunku i pojawiają się w książkach, filmach, serialach oraz grach komputerowych, takich jak: Gwiezdne wojny, Star Trek, Władca Pierścieni, Gwiezdne wrota, Gra o tron, Atlantyda – Zaginiony ląd, Diuna, Myst.
Wiele różnych publikacji związanych z językami sztucznymi pojawiało się w latach 1970–1990 takich jak: Glossopoeic Quarterly, Taboo Jadoo, and The Journal of Planned Languages. CONLANG Mailing List został stworzony w 1991 i następnie został rozdzielony od języków pomocniczych. W latach 90. kilka języków sztucznych zostało opublikowanych za pomocą maila, bądź strony internetowej, np. Vortpunoj. The CONLANG mailing list rozwinął komunikację pomiędzy ludźmi tworzącymi języki sztuczne. Sahar Higley przeprowadziła ankietę wśród ludzi tworzących języki sztuczne. Z ankiety tej wynika, że większość ludzi tworzących języki sztuczne to mężczyźni z Ameryki Północnej i Europy Wschodniej. Mniejsza liczba pochodzi z Oceanii, Azji, Bliskiego Wschodu i Ameryki Południowej. Wiek badanych wahał się pomiędzy 13 a 60 rokiem życia. Liczba kobiet tworzących języki sztuczne jest znacznie mniejsza od liczby mężczyzn, ale stale rośnie. Fora internetowe takie jak: the Zompist Bulletin Board (ZBB; od 2001) i Conlanger Bulletin Bard, pozwalają na dyskusję między członkami tych forów, prezentację języków sztucznych, czy też dyskusje na tematy związane z językami sztucznymi np. Jak wykorzystać języki naturalne przy tworzeniu języków sztucznych. Inna ankieta przeprowadzona w 2001 przez Patricka Jarretta pokazała, że średnia wieku ludzi tworzących języki sztuczne wynosi 30,65, a średni czas poświęcony na stworzenie języka sztucznego oscyluje wokół 11,83 lat. Ludzie tworzący języki sztuczne spędzają coraz mniej czasu na tworzeniu tychże języków, przenosząc się z jednego projektu na inny.

## Współpraca przy tworzeniu języków sztucznych
Choć większość języków sztucznych została stworzona przez jedną osobę, istnieje także kilka przykładów pracy zespołowej nad nowym językiem. Przykładem może być interlingua opracowana przez International Auxiliary Language Association lub lojban rozwinięty przez frakcję osób zajmujących się językiem loglan.
Grupowa współpraca nad językami sztucznymi staje się w ostatnich latach coraz bardziej popularna. Twórcy języków sztucznych zaczęli używać internetu do koordynowania swoich działań. NGL/Tokcir był używany przez ludzi do dyskusji nad gramatycznymi i leksykalnymi rozwiązaniami wykorzystywanymi w językach sztucznych, twórcy komunikowali się za pomocą listy mailingowej. Ostatnimi czasy The Demos IAL Project rozwiał projekt związany z międzynarodowym językiem pomocniczym wykorzystując metody grupowej współpracy. Język międzysłowiański stworzyła grupa czterech autorów z różnych krajów słowiańskich.
Kilka języków artystycznych zostało rozwiniętych na różnych stronach wiki, zazwyczaj wywołując dyskusję nad regułami gramatycznymi itp. Interesującą zmianą jest podejście korpusowe przedstawione przez Madjala i Kalusa, gdzie współpracujący nad językiem czytają istniejący korpus zdań dodając do niego swoje własne nowe zdania, słowa bądź struktury. Opracowany przez Kalusa program pozwala odwiedzającym stronę na ocenianie zdań (jako akceptowalne, bądź nieakceptowalne). W tym podejściu w korpusie nie ma żadnych wyraźnych reguł gramatycznych. Natomiast znaczenie słów jest wywnioskowane z ich użycia w rozmaitych zdaniach pochodzących z korpusu przez różnych czytelników i współpracowników. Także gramatyczne reguły mogą być wywnioskowane ze zdań które były oceniane najwyżej przez współpracowników i gości odwiedzających stronę.
Specjalnym przykładem dla tego typu języka jest Simplish. Niemiecki artysta Ulli Purwin próbuje skupić się na tym, co Niemcy nazywają anglicyzmami w wesoły sposób. Każdy jest zaproszony do zwiększenia słownika.

## Języki sztuczne w rolilingua franca
Języki esperanto i ido są językami sztucznymi, które są niekiedy proponowane jako alternatywy dla języka angielskiego w roli lingua franca. Ich zwolennicy argumentują, że język taki powinien być możliwie prosty, a zarazem ekspresyjny. Twierdzą oni, że język angielski i inne języki etniczne nie nadają się do tej roli, gdyż zawierają specyficzne cechy, które utrudniają ich przyswojenie, a ponadto zapewniają automatycznie przewagę osobom mówiącym nimi od urodzenia.
Języki naturalne są także nośnikami kultury i systemu wartości. Gdy język francuski dominował w Europie i w innych częściach świata, francuska kultura i wartości dominowały kosztem innych kultur. Hegemonia pojedynczego języka nieuchronnie prowadzi do nierówności między wspólnotami językowymi. Przykładowo – kompetencja językowa zapewnia przewagę w ubieganiu się o stanowiska kierownicze.
Języki planowe opierają tezy o swojej uniwersalności na założeniu, że konieczne jest maksymalne uproszczenie języka i zapewnienie, że osoby niemówiące danym językiem etnicznym nie będą się znajdowały w gorszym położeniu. Ich zwolennicy twierdzą, że specyficzne elementy zawarte w językach etnicznych stanowią zasadniczą przeszkodę dla uzyskania odpowiedniego stopnia biegłości w używaniu danego języka.
Zwolennicy języków planowych twierdzą także, że liczba mówiących nimi osób nie decyduje o ich wartości. Gdyby język sztuczny (lub jakikolwiek inny język o niewielkim zasięgu) został przyjęty w drodze międzynarodowego porozumienia i był stosowany jako międzynarodowy język pomocniczy, liczba jego użytkowników natychmiast gwałtownie by wzrosła. W chwili obecnej zapotrzebowanie na osoby mówiące językami sztucznymi jest ograniczone, aczkolwiek esperanto jest potocznie określane w środowisku tłumaczy jako lingua franca.

## Klasyfikacja języków sztucznych

### Języki pomocnicze (stworzone z zamiarem używania ich przez ludzi)
| : - Adjuvilo - Afrihili - Arcaicam Esperantom - Basic English - Bliss - Budinos - Esperanto - gestuno (język migowy) - Glosa - Guosa - Idiom neutral - Ido - Interlingua |  | : - Kotawa - Latina sine flexione - Lingua Franca Nova - Międzysłowiański - Novial - Occidental (interlingue) - Polispo - Runyakitara - Solresol - sona - Talossański - Tutonish - Volapük |

#### Języki oparte na rzeczywistych tendencjach
- jazyczije
- Ladin Dolomitan
- słowianoserbski
- Palawa Kani

### Języki programowania
Zob. język programowania

### Języki projektowe (logiczne, filozoficzne, eksperymentalne)
- Asylco
- ceqli
- carpophorophilus
- lincos
- loglan
- lojban
- ro
- toki pona
- vorlin
- Ihtkuil

### Języki artystyczne

#### Języki fikcyjnych światów i ludów
- D'ni z gry Myst [Cyan World].
- Pakuni z serialu Land of the Lost.
- Goa'uld z Gwiezdnych Wrot.
- Języki Wulkanów i Romulanów ze Star Treka.
- Enchanta z serialów Encantadia i Etheria.
- Kiliki w filmie Baahubali: Początek, używany przez plemię Kalakejów.[12]
- Atlantydzki używany w filmie Atlantyda. Zaginiony ląd.[13]
- Wenja używany w grze Far Cry Primal podzielony na 3 dialekty [Udam, Wenja, Izila].
- Beama z filmu Alpha z 2018 roku, akcja osadzona w epoce kamienia.
- Ku z filmu Tłumaczka.
- języki Śródziemia w legendarium Tolkiena: m.in. quenya, język sindariński, adûnaicki, westron, khuzdûl
- Dothraki (język dothracki) z sagi Pieśń lodu i ognia autorstwa George’a R.R. Martina
- języki świata Ill Bethisad, m.in. brithenig, wenedyk
- języki Almei stworzone przez Marka Rosenfeldera: m.in. verdurian, elkaril, dhekhnami[14]
- języki nordyckosłowiańskie, m.in. nasika, wozgijski
- klingoński
- koalang
- kobaiański – stworzony przez muzyków francuskiej grupy Magma
- láadan
- mando’a – język Mandalorian z fikcyjnego świata Gwiezdnych wojen
- nadsat
- na’vi z filmu Avatar
- nowomowa (newspeak)
- języki z cyklu Dziedzictwo: pradawna mowa, język krasnoludów, język urgali (te języki ograniczają się jedynie do stworzenia bardzo skąpego słownika, bez gramatyki, interpunkcji itd.)
- ptydepe
- simlish (język używany w grze komputerowej The Sims)
- języki z serii gier The Elder Scrolls, np. dwemerski, falmerski, argoniański
- języki krasnoludów i trolli z serii Świat Dysku Terry’ego Pratchetta

#### Języki obrzędowe
- damin
- enochiański
- język liński
- Eskayan
- Medefaidrin

#### Zabawy językowe
- pig latin (świńska łacina)
- ubbi dubbi
- verlan
- louchébem